# Památky archeologické
A Památky archeologické Csehország legrégebb óta máig megjelenő elsősorban régészeti témájú nemzetközi szinten is fontos szakfolyóirata. A folyóiratnak jelenleg rendszertelenül megjelenő Supplementa osztálya is van, melynek keretén belül jelent meg a Ruralia sorozat.
1854 óta jelenik meg és neve az idők folyamán többször változott (Památky, Památky archaeologické a místopisné), mai névalakját 1953 óta viseli. 1931 és 1946 között két osztálya is volt. Kiadói is változtak, jelenleg (1992 óta) a Cseh Akadémia prágai Régészeti Intézete a felelős érte.
A 150. évfordulóra 2004-ben, 5 DVD korong formájában megjelent az összes szám elektronikus kiadása is. Ez részben annak köszönhető, hogy a legutóbbi nagy árvíz során megsérültek az Akadémia könyvtárának eredeti példányai.

## Főszerkesztői
- Karel Vladislav Zap (1854-1866)
- František Jan Zoubek (1864-1873)
- Jan Kalousek (1874-1873)
- Josef Smolík (1878-1874)
- Jan Bohuslav Miltner (1885-1886)
- Josef Ladislav Píč (1987-1911)
- A. Podlaha (1913-1930)
- Albín Stocký (1931-1932)
- Albín Stocký - Jan Filip (1933-1935)
- Jan Filip - Jan Schránil (1936-1938)
- Jan Filip (1939-1946)
- Jan Eisner (1947-1948)
- Jaroslav Böhm (1953-1962)
- Jan Filip (1963-1974)
- Josef Poulík (1975-1990)
- Jiří Zeman (1991-1992)
- Jan Fridrich (1993-2001)
- Michal Ernée (2002-2019)
- Pavel Burgert (2020)

### Történelmi tagozata 1931-1948
- A. Matějček - Z. Wirth (1931-1933)
- J. Květ - A. Matějček (1934-1946)
- O. J. Blažíček - J. Pešina (1947-1948)

## Regiszterek
- 2004-ben megjelent az addig megjelent összes szám DVD formátumban is
- tartalomjegyzékei 1998-2007 között
- Internetes kereső[halott link]